# سيدني رايبيجير
سيدني رايبيجير (مواليد 17 أبريل 2005) هو لاعب كرة قدم ألماني يلعب في مركز خط الوسط في نادي آر بي لايبزيغ.

## وصلات خارجية
- سيدني رايبيجير على موقع قاعدة بيانات كرة القدم.إي يو (الإنجليزية)
- سيدني رايبيجير على موقع بيانات كرة القدم. دي إي (الألمانية)
- سيدني رايبيجير على موقع Soccerbase.com (لاعب) (الإنجليزية)
- سيدني رايبيجير على موقع Soccerway.com (الإنجليزية)
- سيدني رايبيجير على موقع عالم كرة القدم.نت (الإنجليزية)